# Reviews of Modern Physics
Reviews of Modern Physics — рецензируемый научный журнал Американского физического общества. Издаётся с 1929 года.
В 2020-2021 году журнал обладал импакт-фактором 54.494, что является самым большим значением для чисто физических журналов.

## О журнале
Журнал публикует обзорные статьи, посвящённые последним достижениям физики.